# Undertale
Undertale er et amerikansk computerrollespil udviklet og udgivet af Toby Fox under pseudonymet tobyfox. Spillet blev udgivet på platformen Steam den 15. september 2015.
Spillet er blevet meget rost af spilkritikere, især for dets humor.[kilde mangler]

## Gameplay
Undertale benytter traditionelle rollespilselementer med adskillelige forskelle. Spilleren har mulighed for enten at kæmpe mod deres fjender eller skåne dem. Under kamp skal timing benyttes til at forøge skaden, og når fjenderne angriber, skal man i minispil undvige dem for at undgå skade. Derudover kan man også vælge adskillige ikke-voldelige handlinger så som at tale, trøste eller flirte med fjenden, som så gør, at de ikke har lyst til at kæmpe mod dig. Hvis gjort ordentligt, kan spilleren skåne fjenderne og ende kampen derved.
For længe siden regerede to racer ligeværdigt over Jorden: Menneskene og uhyrerne. En dag udbrød der krig mellem dem, og efter en lang række slag sejrer menneskene. Menneskenes bedste magiker forseglede herefter de overlevende uhyrer under jorden med en magisk barriere, som forhindrede både mennesker og uhyre i at undslippe denne Underverden på egen hånd. Dog er barrieren ikke et perfekt segl, og legenden siger, at mennesker, som bestiger Mt. Ebott aldrig vender tilbage.
Mange år efter krigen falder et ungt barn gennem et hul i bjerget og ind uhyrernes underverden. Barnet møder Flowey, en intelligent blomst, som forsøger at dræbe barnet, blot for at blive stoppet af det moderlige uhyre Toriel. Sammen med Toriel lærer barnet det basale om verden under jorden, fx at man kan blive angrebet af andre mindre menneskevenlige uhyrer.
Spilleren har kontrol over barnet gennem Undergrunden for at nå barrieren, som befinder sig i uhyrernes konge, Asgore Dreemurrs, slot. Igennem spillet må spilleren vælge mellem at dræbe de uhyrer, man møder, eller finde en redelig løsning, hvilket vil påvirke spillets historie. Blandt de uhyrer, man møder, er Sans, et dovent skelet, som kommer med sarkastiske bemærkninger, Papyrus, Sans' entusiastiske, men noget klodsede bror, Undyne, den højrøstede leder af den kongelige garde og Alphys, den kongelige videnskabsmand. Under rejsen afsløres det at menneskesjæle kan bruges til at krydse barrieren, eller endda udslette den, og Asgore har samlet seks menneskesjæle (som tidligere havde vovet sig ind i Undergrunden) i et forsøg på at fjerne barrieren og bekrige menneskeheden, og har derved brug for barnets sjæl for at lykkes. Spilleren lærer også om Asriel, Asgores afdøde søn og prins af Undergrunden.
Til sidst når man slottet og møder Sans, vurderer om spilleren er værdig til at stå ansigt til ansigt med Asgore. Alt afhængigt af spillerens handlinger vil Sans enten lade spilleren slippe igennem eller forsøge at dræbe spilleren. Efter Sans' dom kan spilleren gå Asgore i møde.